# Mundo Deportivo
Mundo Deportivo (El Mundo Deportivo jusqu'en juillet 1999) est un quotidien sportif espagnol édité à Barcelone par le Grupo Godó (groupe auquel appartient également le quotidien La Vanguardia). 
Créé en 1906, El Mundo Deportivo est centré sur le football, et couvre spécialement le FC Barcelone et l'Espanyol Barcelone ainsi que les autres clubs catalans dans tous les sports.
Mais il suit également l'Atlético de Madrid et le sport au Pays basque, en particulier  l'Athletic Bilbao et  la Real Sociedad.
Il est dirigé par le journaliste Santi Nolla. 
Il a plus de 366 000 lecteurs exclusifs en Espagne, dont plus de 220 000 en Catalogne.